# افسردگی پس‌زایمان
افسردگی پس‌زایمان، افسردگی پس از زایمان یا افسردگی پسازایمان (به انگلیسی: Postpartum Depression) نوعی افسردگی است که به فاصله کوتاهی پس از زایمان ممکن است ظاهر شود. این افسردگی در ۵ تا ۱۰ درصد از زنان دیده می‌شود. بی‌خوابی شدید، بی‌ثباتی خلق و احساس خستگی از علائم شایع آن است. باورهای هذیانی و فکرهای خودکشی و دیگرکشی (نسبت به نوزاد) ممکن است پدید آید. به همین جهت با توجه به در خطر انداختن جان مادر و فرزند ممکن است از فوریت‌های پزشکی شمرده شود.

## علائم و نشانه‌ها
علائم و نشانه‌های غم زایمان و افسردگی پس از زایمان، شامل موارد زیر است:
- خشم و نوسان خلق
- احساس بی‌ارزشی، بی‌کفایتی، شکست یا گناه
- گریه کردن، بی‌صبری، زودرنجی و حساس بودن
- بی‌قراری و غمگینی
- خستگی، بی‌خوابی یا بدخوابی

این علائم و نشانه‌ها با غم پس از زایمان که می‌تواند همراه با احساس تنهایی، اضطراب، گیجی و فراموشکاری باشد و معمولاً بعد از چند روز تا چند هفته از بین می‌روند فرق دارد. اما چنین علائمی با افسردگی پس از زایمان شدیدتر و با دوام‌تر هستند ممکن است با توانایی عملکردتان تداخل کند و می‌تواند علاوه بر این شامل موارد زیر باشد:
- احساس کرختی احساسی یا حس گیر افتادن
- ترس از آسیب زدن به خود یا به نوزاد
- تمرکز و تفکر مختل
- عدم احساس لذت در زندگی
- کاهش علاقه به فعالیت جنسی
- افزایش یا فقدان توجه به نوزاد
- کاهش وزن یا وزن‌گیری قابل توجه
- دوری گزینی از خانواده یا دوستان

سردرد، درد قفسهٔ‌سینه، تپش قلب، کرختی یا افزایش تنفس نیز ممکن است اتفاق بیفتد، گرچه این‌ها علائم اصلی افسردگی نیستند.
علائم و نشانه‌های همراه با جنون پس از زایمان نیز که نادر است، شدیدتر هستند و معمولاً زود شروع می‌شوند که به شرح زیر است:
- خشم و آشفتگی
- گیجی یا نادانی
- فکر آسیب زدن به خود یا به نوزاد
- هذیان و توهم، بدبینی، تفکرات یا سخنان بی ربط[۲]

## فاکتورهای خطر
با این که علل افسردگی پس از زایمان به روشنی مشخص نشده، عوامل تسریع‌کننده‌ای که وجود آن‌ها احتمال وقوع بیماری را بالا می‌برد شناخته شده‌اند. (عدد داخل پرانتز میزان تأثیر عامل را بیان می‌کند).
- سابقه افسردگی (۳۸ تا ۳۹)
- سن پایین مادر
- اعتماد به نفس پائین (۴۵ تا ۴۷)
- فشار در مراقبت کودک (۴۵ تا ۴۶)
- افسردگی پیش از زایمان (دوران بارداری) (۴۴ تا ۴۶)
- اضطراب پیش از زایمان (۴۱ تا ۴۵)
- زندگی پر فشار (۳۸ تا ۴۰)
- حمایت اجتماعی کم (۳۶ تا ۴۱)
- ارتباط زناشوئی ضعیف (۳۸ تا ۳۹)
- مسائل مربوط به نوزاد (۳۳ تا ۳۴
- افسردگی مادر شدن (۲۵تا ۳۱)
- تجرد (۲۱ تا ۳۵)
- وضعیت اجتماعی اقتصادی ضعیف (۱۹ تا ۲۲)
- حاملگی ناخواسته (۱۴ تا ۱۷)

غم پس از زایمان که به مدت ۲ هفته پس از زایمان ممکن است به وجود آید از عواملی است که خطر افسردگی پس از زایمان را بالا می‌برد.

## دلایل افسردگی پس از زایمان

### تغییرهای هورمونی در بارداری
بارداری در بدن شما تغییرات هورمونی بسیار زیادی را ایجاد می‌کند. حین بارداری، بدن زنان هورمون‌های استروژن و پروژسترون را در حد بسیار بالایی تولید می‌کند درحالی‌که ۲۴ ساعت بعد از به دنیا آوردن نوزاد، میزان هورمون‌ها به شدت کاهش پیدا می‌کند. تغییرات هورمونی به افسردگی بعد از زایمان منجر می‌شوند. برخی از زنان نیز با کاهش هورمون تیروئید مواجه می‌شوند. این هورمون که انرژی بدن را تأمین می‌کند در صورت کاهش یافتن موجب بروز بی‌حالی یا بی حوصلگی در زنان خواهد شد. اولین روش درمان افسردگی برای این بیماران استفاده از داروهای مناسب برای تنظیم سطح هورمون بدن است. این داروها معمولاً توسط پزشک زنان و زایمان یا مشاور و روان‌پزشک در صورت حاد بودن شرایط بیمار تجویز می‌شود.

### سابقه ژنتیکی افراد
در برخی زنان به علت سابقهٔ بیماری افسردگی در خانواده یا بیماری‌های روحی و روانی ریسک فاکتور ابتلا به افسردگی بعد از زایمان بیشتر است. در صورتی که در خانواده و اقوام نزدیک خود مثل مادر یا خواهرتان بعد از بارداری دچار افسردگی شده‌اند؛ احتمال اینکه شما نیز به این عارضه دچار شوید؛ زیاد است؛ بنابراین در دوران بارداری بهتر است با یک روان‌پزشک یا مشاور خانواده صحبت کنید. گاهی فقط دو تا سه جلسه مشاوره روان درمانی، افسردگی بعد از زایمان مادران را از بین می‌برد در غیر اینصورت باید داروهای مناسب تجویز شود.

### تجربه‌های ناخوشایند پیشین
بسیاری از مادرانی که تجربیات ناخوشایندی مثل سقط جنین، از دست رفتن کودک در سنین کمتر از دو سالگی یا به دنیا آوردن فرزند با مشکلات جسمی مختلف را داشته‌اند؛ بعد از باردار شدن با به خاطر آوردن تجربیات ناخوشایند پیشین، دچار افسردگی زایمان می‌شوند و این افسردگی نه تنها حین بارداری حتی بعد از به دنیا آوردن فرزند سالم نیز ادامه پیدا خواهد کرد.

### تغییر مکان زندگی
مادرانی که تصمیم می‌گیرند فرزند خود را در شهر یا کشور دیگری به جز وطن خود به دنیا بیاورند و استراحت مهاجرت می‌کنند؛ بیشتر در معرض ابتلا به افسردگی بعد از زایمان قرار دارند چون این زنان علاوه بر اینکه از خانواده خود دور می‌شوند باید خودشان را با محیط متفاوت دیگری وفق بدهند که بعد از به دنیا آوردن کودک برای آنها مشکلات زیادی را ایجاد خواهد کرد.

### زردی کودک
آمارها نشان می‌دهد که بیش از ۵۰ درصد از مادران بعد از به دنیا آوردن نوزادشان به علت اینکه متوجه می‌شوند که کودکشان به زردی مبتلا شده، دچار افسردگی بعد از زایمان می‌شوند. هرچند بیماری زردی کودکان یک بیماری بسیار متداول است که به راحتی در مدت یک هفته تا ۱۰ روز بعد از زایمان با مراقبت‌های لازم کاملاً درمان می‌شود اما چون در این مدت، کودک باید در بیمارستان بماند؛ شرایط محیط بیمارستان می‌تواند به افسردگی بعد از زایمان مادران بینجامد.

## پیشگیری
در افسردگی پس از زایمان مداخلات پیشگیری‌کننده در سطوح سه‌گانه دارای اهمیت ویژه‌ای می‌باشد. در سطح اول پیشگیری کاهش آسیب‌پذیری، حذف یا به حداقل رساندن رفتارها و شرایط محیطی که منجر به افزایش خطر ابتلاء می‌گردد، مورد توجه متخصصین و مراقبین بهداشتی می‌باشد. پیشگیری سطح دوم با هدف تشخیص به موقع بیماری، کاهش پیشرفت یا به تأخیر انداختن ناتوانی متعاقب ابتلاء اولیه است و در پیشگیری سطح سوم محدود نمودن مشکلات و نشانه‌های مربوط به بیماری مطرح می‌گردد.